# Lisa Milbret
Lisa Gerda Milbret (* 21. Mai 1930 in Parchim als Lisa Gerda Lehmann; † 8. Dezember 2010 in Hamburg) war eine niederdeutsche Schriftstellerin und Dichterin.

## Leben
Lisa Milbret war die Tochter eines Parchimer Kaufmanns. 1968 begann sie kurze Geschichten auf Plattdeutsch in den Zeitungen Norddeutscher Leuchtturm und Ostsee-Zeitung zu veröffentlichen. Im Zirkel Schreibender Arbeiter der Neptun Werft in Rostock bildete sie sich literarisch weiter.
Viele ihrer Gedichte wurden vertont. Seit Ende der 1970er Jahre arbeitete Milbret auch mit dem Duo Piatkowski & Rieck zusammen, die Texte von ihr vertonten.
Im Jahr 2006 erhielt Lisa Milbret für ihr Buch Johrestieden den Fritz-Reuter-Literaturpreis.

## Werke
- Ünner de Stadtmuer. Rostock 1988
- De kandidel Gnidelfidel. Rostock 1998
- Johrestieden. Rostock 2004